# 篠原俊哉
篠原 俊哉（しのはら としや、1959年10月29日 - ）は、日本の男性アニメーション演出家、アニメーション監督。上智大学出身。

## 来歴
1983年にトムス・エンタテインメントに入社。当初は製作担当として東京ムービー内で仕事を行っていたが、後に演出に変わり、出崎統監督の下で『エースをねらえ! (OVA)』や『ルパン三世 バイバイ・リバティー・危機一発!』などに助監督・演出で参加した。下積み後は1994年の『みんな集まれ!アンパンマンワールド』で初監督、『それいけ!アンパンマン』で演出・絵コンテ・劇場の監督などを手がけるようになった。
近年はピーエーワークス作品に参加することが多い。

## 参加作品

### テレビアニメ
1984年
- ルパン三世 PARTIII（1984年 - 1985年、制作進行）

1986年
- Bugってハニー（1986年 - 1987年、絵コンテ）

1988年
- それいけ!アンパンマン（1988年 - 、監督・絵コンテ・演出）※監督は永丘昭典・矢野博之と連名

1989年
- ルパン三世 バイバイ・リバティー・危機一発! (助監督)

1991年
- おにいさまへ…（演出）

1993年
- 疾風!アイアンリーガー（1993年 - 1994年、絵コンテ）

1994年
- 魔法騎士レイアース（1994年 - 1995年、絵コンテ）

1995年
- ふしぎ遊戯（演出）

1996年
- 名探偵コナン（1996年 - 、演出）
- ハーメルンのバイオリン弾き（1996年 - 1997年、絵コンテ）

1998年
- ルパン三世 炎の記憶〜TOKYO CRISIS〜（監督）

1999年
- 星界の紋章（絵コンテ・演出）

2000年
- モンスターファーム〜伝説への道〜（絵コンテ）
- グラビテーション（絵コンテ）
- 犬夜叉（2000年 - 2004年、絵コンテ）

2001年
- 星界の戦旗II（絵コンテ）

2002年
- サイボーグ009 THE CYBORG SOLDIER（絵コンテ）
- SAMURAI DEEPER KYO（演出）

2004年
- まっすぐにいこう。（絵コンテ）
- Get Ride! アムドライバー（絵コンテ）

2005年
- バジリスク 〜甲賀忍法帖〜（絵コンテ）
- ガンパレード・オーケストラ（2005年 - 2006年、監督・絵コンテ・演出）

2006年
- 人造昆虫カブトボーグ V×V（2006年 - 2007年、絵コンテ）

2007年
- 遙かなる時空の中で3 紅の月（監督）
- 金色のコルダ〜primo passo〜（絵コンテ）
- ひとひら（演出）
- おおきく振りかぶって（絵コンテ）
- ロケットガール（絵コンテ）
- 機神大戦ギガンティック・フォーミュラ（絵コンテ）
- 天元突破グレンラガン（演出）
- ひぐらしのなく頃に解（絵コンテ）
- ドラゴノーツ -ザ・レゾナンス-（2007年 - 2008年、演出）
- しおんの王（2007年 - 2008年、絵コンテ）

2008年
- 夏目友人帳（絵コンテ）
- 黒執事（2008年 - 2009年、監督・絵コンテ）

2009年
- 戦う司書 The Book of Bantorra（2009年 - 2010年、監督・絵コンテ・演出）

2010年
- アマガミSS（絵コンテ）

2011年
- レベルE（絵コンテ・演出）
- 花咲くいろは（絵コンテ・演出）
- あの日見た花の名前を僕達はまだ知らない。（絵コンテ・演出）
- 夏目友人帳 参（絵コンテ）
- 神様ドォルズ（絵コンテ）
- ラストエグザイル-銀翼のファム-（演出）

2012年
- ブラック★ロックシューター（絵コンテ・演出）
- 銀魂'（絵コンテ）
- Another（絵コンテ・演出）
- 坂道のアポロン（絵コンテ）

2013年
- RDG レッドデータガール（監督・絵コンテ・演出）
- 凪のあすから（2013年 - 2014年、監督・絵コンテ・演出）

2014年
- グラスリップ（絵コンテ・演出）
- 繰繰れ! コックリさん（絵コンテ）
- selector spread WIXOSS（絵コンテ）
- 曇天に笑う（絵コンテ）

2015年
- SHIROBAKO（絵コンテ）
- Charlotte（絵コンテ・演出、ED絵コンテ・演出）
- 赤髪の白雪姫（絵コンテ）
- Dance with Devils（絵コンテ）

2016年
- ねじ巻き精霊戦記 天鏡のアルデラミン（絵コンテ）
- 夏目友人帳 伍（絵コンテ）

2017年
- アリスと蔵六（絵コンテ）

2018年
- 魔法使いの嫁（絵コンテ）
- 色づく世界の明日から（監督・絵コンテ）

2019年
- キャロル&チューズデイ（絵コンテ）

2020年
- 宝石商リチャード氏の謎鑑定（絵コンテ）
- LISTENERS リスナーズ（絵コンテ）
- 天晴爛漫!（絵コンテ）
- 恋とプロデューサー〜EVOL×LOVE〜（絵コンテ）
- 富豪刑事 Balance:UNLIMITED（絵コンテ）
- 神様になった日（絵コンテ）

2021年
- 白い砂のアクアトープ（監督・絵コンテ）

2023年
- Buddy Daddies（絵コンテ）

2024年
- め組の大吾 救国のオレンジ（絵コンテ）
- 菜なれ花なれ（絵コンテ）

### 劇場アニメ
1985年
- ルパン三世 バビロンの黄金伝説（制作進行）

1991年
- ガンバとカワウソの冒険（助監督・絵コンテ）

1992年
- それいけ!アンパンマン つみき城のひみつ（助監督）

1993年
- それいけ!アンパンマン 恐竜ノッシーの大冒険（絵コンテ）

1994年
- みんな集まれ!アンパンマンワールド（監督）

1995年
- それいけ!アンパンマン ゆうれい船をやっつけろ!!（絵コンテ）
- アンネの日記（助監督）

1996年
- ルパン三世 DEAD OR ALIVE（絵コンテ・演出）

1997年
- それいけ!アンパンマン 虹のピラミッド（ストーリーボード）

1999年
- それいけ!アンパンマン 勇気の花がひらくとき（監督・ストーリーボード）

2000年
- 風を見た少年 The Boy Who Saw The Wind（アニメーション監督）

2001年
- 犬夜叉時代を越える想い（監督・絵コンテ）

2002年
- 犬夜叉 鏡の中の夢幻城（監督・絵コンテ）

2003年
- それいけ!アンパンマン 怪傑ナガネギマンとドレミ姫（監督）
- 犬夜叉 天下覇道の剣（監督・絵コンテ）

2004年
- 犬夜叉 紅蓮の蓬莱島（監督・絵コンテ）

2006年
- 劇場版 遙かなる時空の中で 舞一夜（監督・絵コンテ）

2012年
- それいけ!アンパンマン リズムでてあそび アンパンマンとふしぎなパラソル（監督）

2018年
- さよならの朝に約束の花をかざろう（副監督・絵コンテ・演出）

2025年
- 不思議の国でアリスと -Dive in Wonderland-（監督）

### OVA
1987年
- スペース・ファンタジア 2001夜物語（演出助手）

1988年
- エースをねらえ!2（絵コンテ・演出）

1989年
- 華星夜曲（絵コンテ・演出）

1990年
- ガッデム（絵コンテ・演出）

1991年
- ウィザードリィ（絵コンテ）
- 銀河英雄伝説第2期（絵コンテ）

1992年
- D-1 DEVASTATOR（演出）

1994年
- ダーティペアFLASH（演出）
- マーズ（演出）

1996年
- 銀河英雄伝説第4期（絵コンテ・演出）

1998年
- サクラ大戦 桜華絢爛（絵コンテ・演出）

2000年
- エクスドライバー（-2001年、絵コンテ・演出）